# Alta Abecásia

Alta Abecásia

A Alta Abecásia ou Alta Abcásia (em abecásio: Аҧсны хыхьтəи, transl. Apsny khykh'twi; em georgiano: ზემო აფხაზეთი, transl. Zemo Apkhazeti) é um distrito montanhoso no nordeste da Abecásia, uma região separatista reconhecida internacionalmente como uma república autônoma dentro da Geórgia. É, atualmente, a única parte da Abecásia sob controle efetivo das autoridades centrais georgianas e pelo governo de jure da República Autônoma da Abecásia. A vila de Chkhalta é o centro administrativo da região.
Geograficamente, a Alta Abecásia compreende a parte alta do vale de Kodori, o tergo em Chkhalta e o passo de Marukhi, na fronteira com a Rússia. Habitada por cerca de duas mil pessoas, na sua maioria etnicamente georgianos (suanos), a área ocupa aproximadamente 17% do território da Abecásia e tem grande importância estratégica, devido à sua proximidade com a capital abecásia de Sucumi, além de outras cidades importantes da região.
O termo Alta Abecásia vem sendo utilizado amplamente pelas autoridades e pela mídia georgianas desde a operação militar bem-sucedida realizada em 2006, no vale de Kodori, que estabeleceram uma presença mais firme do país na região. Antes disso, o governo da Geórgia mantinha um controle muito tênue sobre a região de Kodori, embora as forças separatistas abecásias nunca tenham conseguido penetrar o interior do vale, e a área tenha sido controlada desde 1994 pelo chefe militar local Emzar Kvitsiani, que acabou sendo expulso pela operação policial georgiana.
Em 27 de setembro de 2006, no 13º aniversário da queda de Sucumi para as forças abecásias e seus aliados do Cáucaso Norte, a região de Kodori e as terras adjacentes governadas pela Geórgia foram rebatizadas oficialmente como Alta Abecásia, e declaradas "centro administrativo temporário" da Abecásia, e o quartel-general do governo de jure abecásio. Apesar de protestos dos russos e abecásios, um novo escritório para o governo provisório foi inaugurado no mesmo dia, por uma delegação de altas autoridades de Tbilisi, incluindo o presidente Mikheil Saakashvili e o patriarca católico Ilia II.
O governo da Geórgia implementou um grande programa na região, que inclui uma reconstrução da infraestrutura e o reforço dos serviços de segurança. A Comissão Eleitoral Central da Geórgia estabeleceu o distrito eleitoral da Alta Abecásia, permitindo à população da região que participe, pela primeira vez, nas eleições locais.